# Jacksepticeye
Jacksepticeye (* 7. Februar 1990 als Seán William McLoughlin) ist ein irischer Webvideoproduzent.

## Leben
Er ist ehemaliger Schlagzeuger der Indie-Heavy-Metal-Band Raised to the Ground. Einer seiner älteren Brüder, Malcolm, ist Schriftsteller. Gegen Ende der 2000er Jahre erhielt einen Hochschulabschluss in Musiktechnologie. 
Seinen YouTube-Kanal eröffnete McLoughlin 2007. Im Jahr 2012 nach-synchronisierte er den gleichnamigen Hauptcharakter des Spieles Solid Snake. Kurze Zeit später begann er, Let’s Plays von Far Cry 3 und Dark Souls zu produzieren. Der Kanal begann im September 2013 rasant zu wachsen, nachdem PewDiePie den Kanal in seiner shout-out competition erwähnte, wodurch McLoughlin innerhalb eines Jahres über eine Million Abonnenten gewann.
McLoughlin begleitete im März 2016 das South by Southwest (SXSW) als Co-Moderator.
Er betreibt verschiedene Serien von Let’s Plays und lädt Vlogs sowie Reading Your Comments hoch, in der er auf Kommentare der Zuschauer eingeht. Die meisten seiner Videos enthalten viele Kraftausdrücke. Seán nutzt die Anmoderation: „Top of the mornin' to ya' laddies my name is JackSepticEye!“, die er, typisch für seine Videos, ruft.

## Pseudonym
McLoughlin erhielt seinen Namen Jack von seiner Mutter und anschließend von seinen Freunden. Seán bedeutet im Britisch-Englischen John; ein Spitzname dafür ist Jack. Später fingen seine Freunde an, ihn „Jacksepticeye“ zu nennen, als er bei einem Unfall einen Glassplitter von der Brille eines Freundes in sein Auge bekam. Die Wunde blutete laut seinen Angaben mehrere Tage und entzündete sich. Daher stammt der Namensteil septic eye, was so viel wie septisches, bzw. vergiftetes Auge bedeutet.